# Hans Ouwerkerk
Hans George Ouwerkerk (Den Haag, 23 mei 1941) is een voormalig Nederlands burgemeester. Hij is lid van de Partij van de Arbeid (PvdA).

## Leven en werk
Ouwerkerk raakte in 1945 zwaar gewond bij het bombardement op het Bezuidenhout, waarbij zijn vader om het leven kwam.
Na zijn gymnasiumopleiding in Den Haag studeerde Ouwerkerk geschiedenis aan de Rijksuniversiteit Leiden. Hij kreeg landelijke bekendheid als Ombudsman in het gelijknamige tv-programma van de VARA. Daarna beleefde hij een bewogen loopbaan als burgemeester van verschillende Nederlandse gemeenten, te weten Lekkerkerk, Emmen, Zaanstad, Groningen, Almere en Enkhuizen.

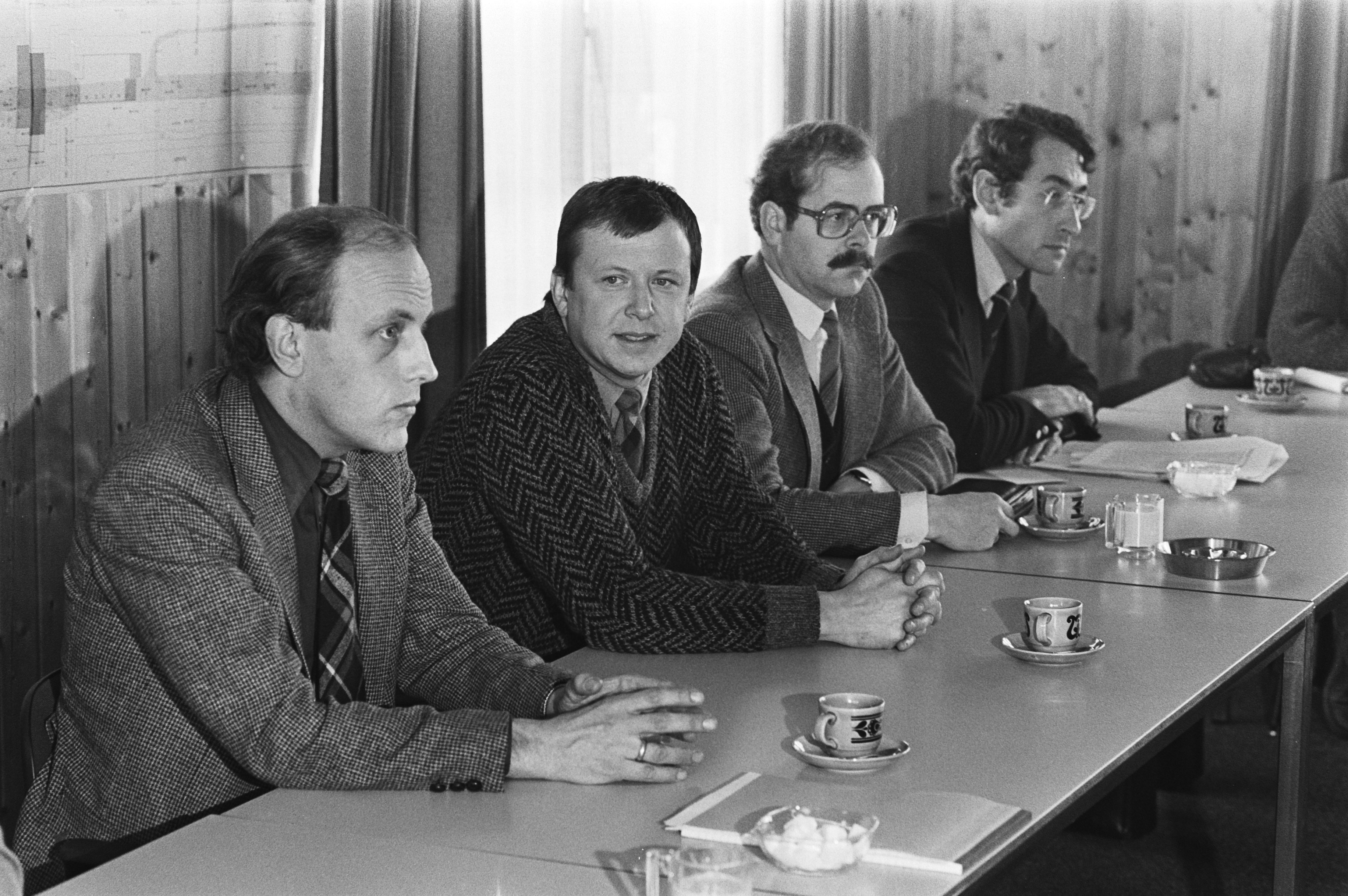
Persconferentie met Hans Ouwerkerk (tweede van links) rond de laatste afgraving bij de gifaffaire in Lekkerkerk

In de gemeente Lekkerkerk kreeg hij te maken met een geruchtmakend gif-schandaal. Het bleek dat een nieuwe woonwijk was gebouwd op een ernstig vervuilde vuilnisbelt. In 1991 ging Ouwerkerk voortvarend van start in de gemeente Groningen. Hij was geliefd in zowel stad als raad en werd benoemd voor een tweede termijn. In januari 1998 stapte hij op als burgemeester na de rellen tijdens de jaarwisseling van 1997/1998 in de Oosterparkwijk. Voorafgaand aan het debat in de gemeenteraad over de rellen had Ouwerkerk gevraagd om het vertrouwen van een 'ruime meerderheid' van de raad. Toen alleen de collegepartijen hem steunden, legde hij zijn ambt neer. 
Na zijn aftreden werd hij benoemd tot burgemeester van Almere (1998-2003) en waarnemend burgemeester van Enkhuizen (2003-2004).

## Nevenfuncties
Ouwerkerk vervulde vele nevenfuncties. Een deel had betrekking op de gezondheidszorg in Nederland. Hij was onder andere voorzitter van de Algemene Nederlandse Invaliden Bond (ANIB). Ook was hij tot september 2009 voorzitter van de Vereniging Gehandicaptenzorg Nederland (en van hieruit ook werkgeverslid van de Sociaal-Economische Raad) en voorzitter van het Gestructureerd Overleg Gehandicaptenbeleid. Tevens was hij lid van de raad van toezicht van het Flevoziekenhuis. Hij is lid van raden van toezicht van enkele zorginstellingen, zoals de stichting Odion en de zorggroep Alliade. Ondanks zijn gevorderde leeftijd is hij nog coördinator-vrijwilliger bij de afdeling Thuisadministratie van Humanitas.
- International Standard Name Identifier: 0000 0003 9149 3084
- Nederlandse Thesaurus van Auteursnamen: 072410361
- Virtual International Authority File: 285302692
- WorldCat: E39PBJfGWcr4tRdRbwbVXMrcyd